# Alfredo González González
Francisco Alfredo González González (Arrecife, 30 de septiembre de 1986) es un regatista español del Real Club Náutico de Arrecife.
Hijo y nieto de carpinteros de ribera, comenzó a navegar en Punta Mujeres con una chalana de confección artesanal en la que navegaba con sus primos, entre los que se encuentra Rayco Tabares. Pasó a la vela de competición en el Real Club Náutico de Arrecife, donde uno de sus monitores fue Aureliano Negrín, iniciándose en las clases Optimist y Cadet. Tras alternar la vela con el triatlón ironman, se incorporó a la clase Snipe, en la que fue subcampeón de España juvenil en 2004 y 2005. En 2004 gana su primer título internacional al proclamarse campeón de Europa juvenil de Snipe en Trieste.
De la vela ligera pasó a la vela de Crucero, ganado los campeonatos Mundiales de J/80 en 2016, 2017 y 2018, como trimmer y ayudante de táctica del "Princesa Yaiza", y el subcampeonato en 2022 como trimmer de velas de proa del "GP Bullhound"; el Campeonato Mundial de Swan 45 en 2017 y 2018, como trimmer de mayor y helpdriver del "Porrón IX"; y el Campeonato Mundial de Swan 42 en 2022, como trimmer de mayor del "Nadir". Todo ello sin abandonar la vela ligera, en la que se mantuvo compitiendo en la clase Snipe y ganó la Copa de España en 2009 y 2022 y el Campeonato de España en 2024. En 2022 también se alzó con el mundial de la clase, en Cascaes.